# Lijst van burgemeesters van Scheemda
Dit is een lijst van burgemeesters van de voormalige Nederlandse gemeente Scheemda in de provincie Groningen. In 2010 is Scheemda met Reiderland en Winschoten opgegaan in de nieuwe gemeente Oldambt.
| Ambtsperiode           | Naam burgemeester                 | Partij of stroming | Bijzonderheden |
| ---------------------- | --------------------------------- | ------------------ | --- |
| 1811 - 1813            | Harm Hesse                        |                    | |
| 1813 - 1816            | Jan Mennes ter Haseborg           |                    | Steenfabrikant |
| 1816 - 1844            | mr. Ubbo Evers Stheeman           |                    | tevens notaris |
| 1844 - 1850            | mr. Albert Egges Stheemann        |                    | zoon van zijn voorganger |
| 16 januari 1850 - 1856 | mr. Hendrick Piccardt             |                    | tevens gemeentesecretaris |
| 1856 - 1863            | Koert Willems Sijpkens            |                    | ovl. 2 maart 1863 |
| 1863 - 1873            | Focko Herman Buseman              |                    | |
| 1873 - 1902            | Jacobus Arnoldus de Beer          |                    | ovl. 23 oktober 1902 |
| 1902 - 1906            | mr. Douwe Jan Carel Romkes        |                    | |
| 1906 - 1912            | Jan Grotenhuis                    |                    | werd burgemeester van Boskoop |
| 1912 - 1923            | mr. Everhardus (E.S.) Wijk        |                    | |
| 1923 - 1932            | Eisso Gerhardus Braak             |                    | was burgemeester van Nieuweschans |
| 1932 - 1942            | Hieronimus Kornelis Venema        |                    | was burgemeester van Nieuwe Pekela |
| 1942 - 1945            | Addo Paul Hovinga                 | NSB                | daarvoor landbouwer, bij de bevrijding opgepakt door de BS, die maar net wisten te voorkomen dat hij werd gemolesteerd door de bevolking |
| 1945 - 1952            | Sieto Robert Knottnerus           | CHU                | werd burgemeester van Onstwedde |
| 1953 - 1968            | Gerhard Hindrikus Post Cleveringa |                    | was burgemeester van Nieuwolda |
| 1968 - 1971            | drs. Bouke Beumer                 | ARP                | waarnemend burgemeester, tevens burgemeester van Midwolda                                                                                |
| 1971 - 1985            | Willem Cornelis Waling            | PvdA               | |
| 1986 - 1990            | Aalje Post                        | PvdA               | waarnemend burgemeester |
| 1990 - 1999            | Jan (J.A.) Leegwater              | CDA                | was burgemeester van Kloosterburen |
| 2000 - 2009            | Truida (G.M.C.) Jonkman-Jansen    | PvdA               | was wethouder van Lelystad |